# Oval Office Study

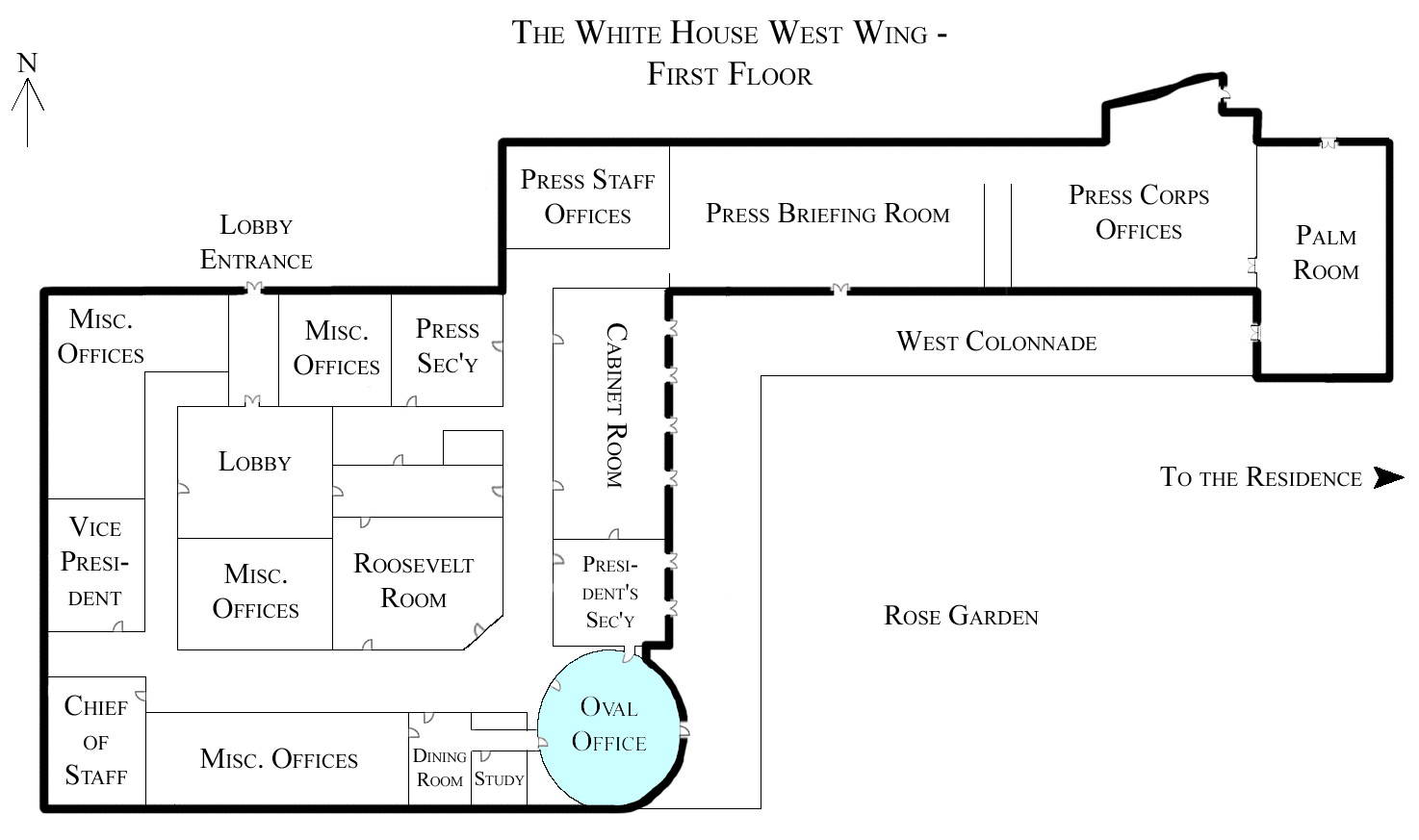
Planritning av bottenvåningen i West Wing i Vita huset. President's Private Study omedelbart till vänster om blåmarkerade Ovala rummet

Oval Office Study, eller President's Private Study, är ett arbetskontor för USA:s president i West Wing i Vita Huset i Washington D.C. i USA. Det är 9–10 kvadratmeter stort rum med fönster mot söder, som ligger mellan Ovala rummet och presidentens privata matrum.
Presidenten har föredragningar och stabsmöten i Ovala rummet, men detta rum används huvudsakligen som ett ceremoniellt utrymme.
Arbete med tal och dokument görs till stor del i det privata arbetsrummet eller i andra rum i Vita huset, såsom Treaty Room på andra våningen i Vita husets huvudbyggnad. Många presidenter, till exempel Barack Obama, far och son Bush, Jimmy Carter, Gerald Ford och Lyndon Johnson har huvudsakligen haft det mindre rummet som arbetsrum. John F. Kennedy däremot, använde oftast Ovala rummet för sitt skrivbordsarbete på kvällarna. 

## Bildgalleri

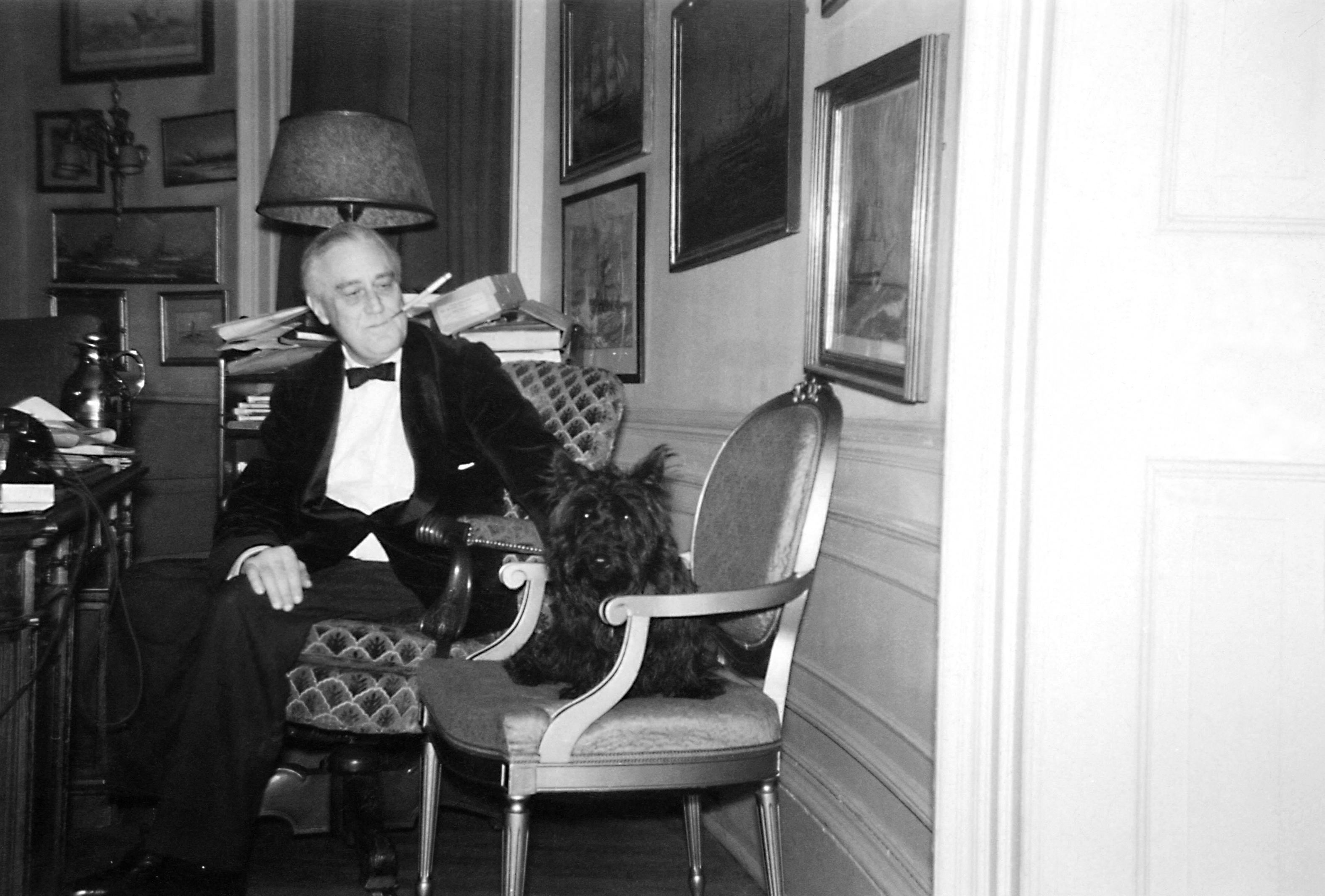
Franklin D. Roosevelt och hans hund Fala i Oval Office Study, 1941
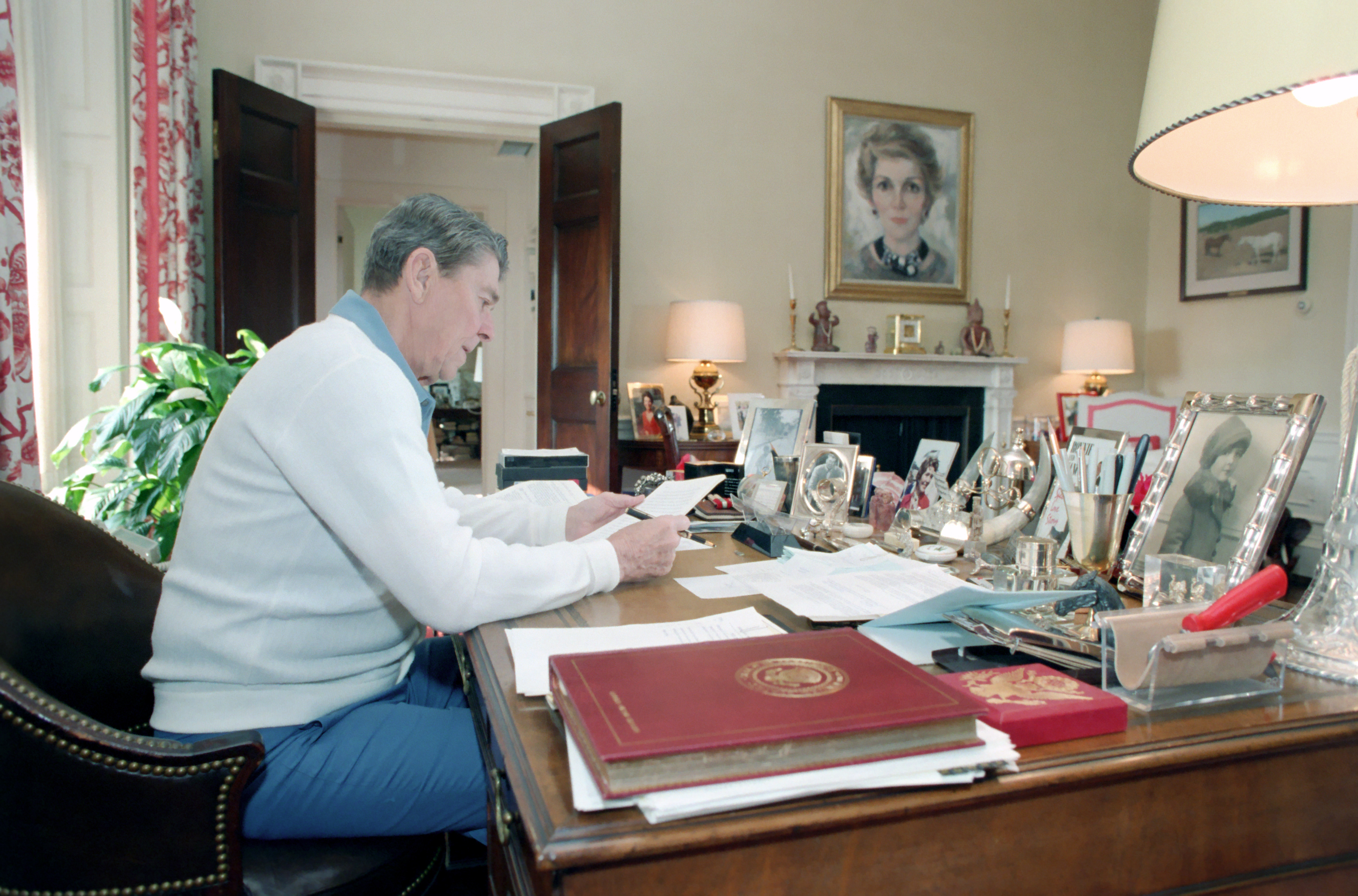
Ronald Reagan i Oval Office Study, 1987
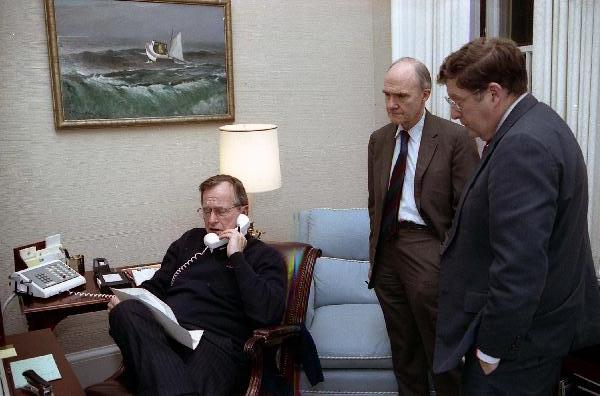
George H.W. Bush i telefonsamtal i Oval Office Study. Till höger den nationella säkerhetsrådgivaren Brent Scowcroft och stabschefen John Sanunu.
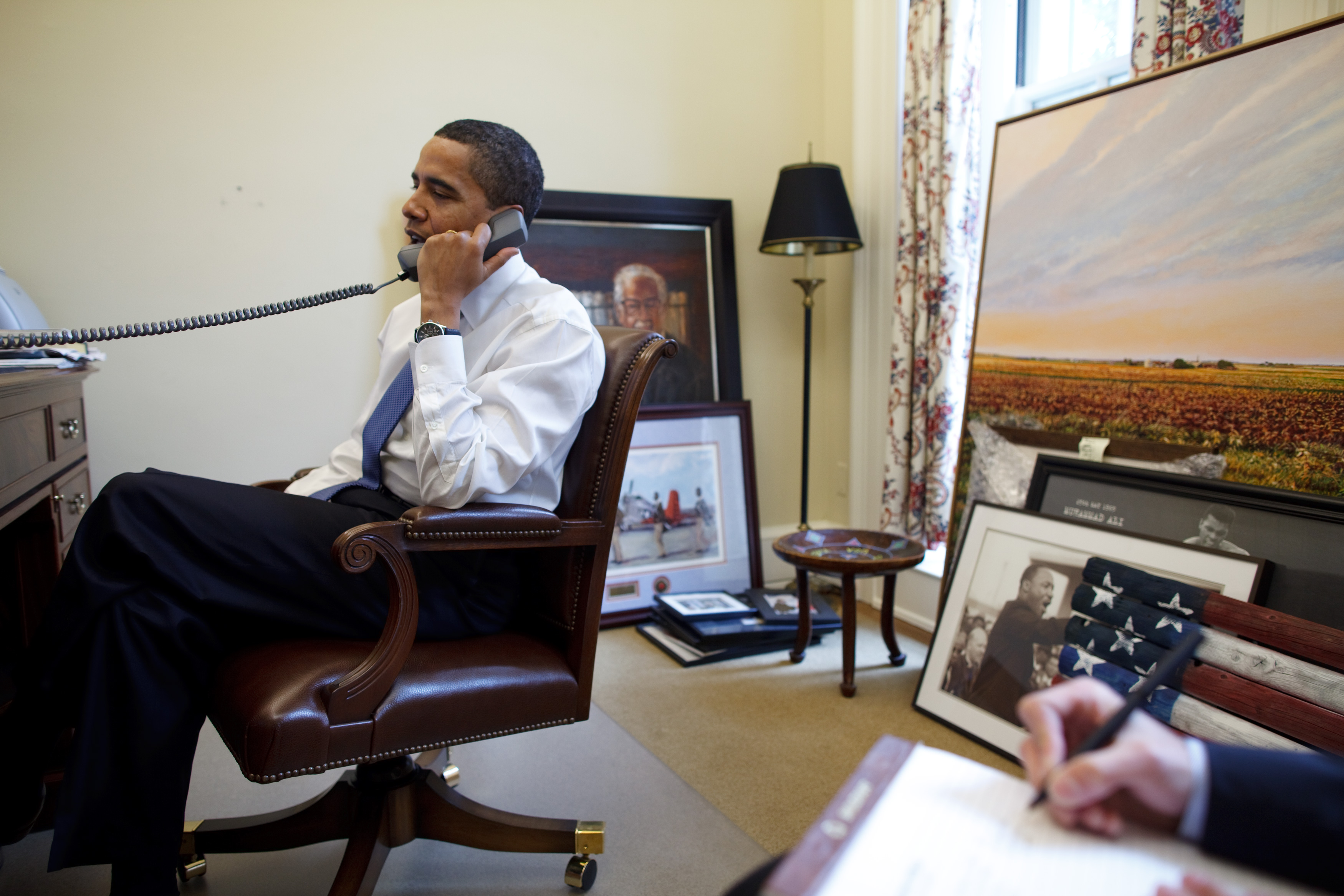
Barack Obama i telefonsamtal i Oval Office Study, den 3 februari 2009. Foto: Pete Souza
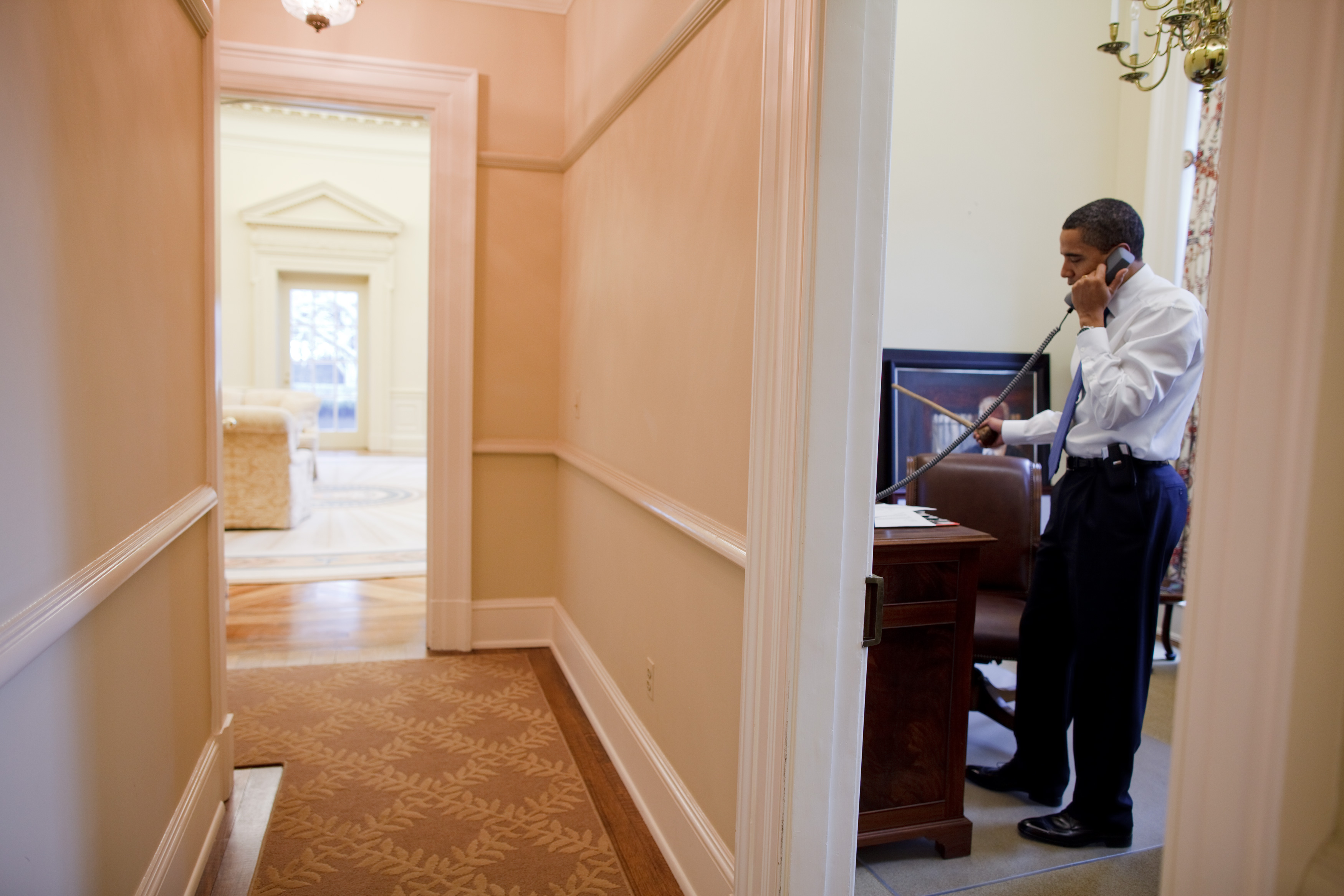
Barack Obama i Oval Office Study, Oval Office syns genom den öppna dörren, den 3 februari 2009. Foto: Pete Souza